# Juan Planelles Ripoll
Juan Planelles Ripoll (Jerez de la Frontera, 8 de abril de 1900-distrito de Ochamchira, Abjasia, 25 de agosto de 1972) fue un médico y científico español. Fue el descubridor de una vacuna contra un tipo de disentería. Como profesor, primero en España y después en la URSS, formó a decenas de especialistas.

## Biografía
De familia de origen alicantino, su padre ejercía como médico militar en Jerez, en el Regimiento Villavicencio. Juan realizó estudios de enseñanza primaria en Jerez y el bachillerato en el Instituto de Málaga. Estudió Medicina en la Universidad Central de Madrid, realizando la carrera entre los cursos 1915-1916 y 1921-1922, siendo alumno interno en el curso 1917-1918. El 26 de junio de 1922 obtuvo el Premio Extraordinario de Licenciatura, y el 22 de marzo de 1923 recibió finalmente el doctorado.
Fue discípulo del cardiólogo Luis Calandre y del farmacólogo Teófilo Hernando. Fue secretario de la revista Archivos de Cardiología y Hematología, codirigida por Gustavo Pittaluga Fattorini y Luis Calandre. En 1924 tradujo del idioma alemán la obra de Hans Meyer y R. Gottlieb, titulado: Farmacología experimental. En 1925 fue nombrado miembro de la Real Academia Nacional de Medicina.
Hacia 1926 marchó al extranjero, pensionado por la Junta de Ampliación de Estudios. Trabajó en Múnich (Alemania) con Walter Straub y en Ámsterdam (Países Bajos) con Fritz Laquer. A su regreso fue nombrado catedrático de Terapéutica de la Universidad de Salamanca. Fundó el Instituto de Investigaciones Clínicas de Madrid, donde trabajó en la investigación farmacológica industrial y al control de medicamentos. A comienzo de los años treinta colabora con Gregorio Marañón en su Instituto de Patología Médica. En 1934 publicó un libro divulgativo titulado: Los purgantes: su empleo y sus peligros, editado por Cenit, donde dirigía la colección Biblioteca de Vulgarización Médica.
Entre 1935 y 1936 desarrolló experimentos de condicionamiento de la respuesta hipoglicemiante en perros y publicó el primer trabajo en España sobre reflejos condicionados. Es considerado el introductor de las teorías de Pávlov en España. Trabajos suyos de este periodo: El equilibrio ácido-básico en estado normal y patológico y Un factor humoral del apetito de producción condicionado. A principios de los años treinta entra en contacto con el PCE a través de Dolores Ibárruri, afiliándose al partido. Llegando a formar parte del Comité Central. Estuvo casado con una alemana con quien tuvo dos hijas, pero el matrimonio se rompió. Desde comienzos de los años treinta compartía su vida con su secretaria, Nieves Cruz Arnáiz, con quien no tuvo descendencia.
Al estallar la guerra civil española era médico personal de Largo Caballero. Fue nombrado oficial médico jefe del Quinto Regimiento en 1936, y en mayo de 1937 subsecretario de Sanidad. En 1938 fue nombrado oficial médico jefe del Ejército del Centro.  
Durante la guerra civil española dirige la transformación del Hospital de Maudes, en Madrid. Ostentó la Jefatura de Sanidad de Madrid. Director de los servicios sanitarios del Ejército del Centro, inspector general de Sanidad Militar y desde mayo de 1937, subsecretario de Sanidad del Ministerio de Instrucción Pública y Sanidad.

### Periodo de exilio
En mayo de 1939, terminada la Guerra Civil, se exilió a la URSS. En la URSS fue designado profesor de Farmacología de la Facultad de Medicina de Sarátov, cargo que desempeñó hasta 1942. Tras marchar de Sarátov se instala en Ufá (Bashkiria), donde imparte clases en la Universidad de Engels.
En ese periodo descubre una vacuna contra la disentería que se utilizó también en las Casas de Niños Españoles. El libro con el que ha tenido mayor reconocimiento ha sido: Los efectos secundarios del tratamiento con antibióticos de las infecciones provocadas por bacterias. Antes de acabar la guerra se trasladó a Moscú, donde fue colaborador en el Instituto Central de Investigaciones Científicas y jefe del Departamento de Patología Infecciosa y Terapia Experimental del Instituto Gamaléya, para el cual trabajó durante veintinueve años. Era miembro de la Academia de Ciencias Médicas de la URSS. Durante su estancia escribió 180 trabajos científicos, 150 de ellos publicados en la Unión Soviética.
Pionero en el estudio del desequilibrio que los antibióticos provocan en la flora intestinal de los niños. Trabajó en varios fármacos que fueron desarrollado en el Gamaléya como el Aurantín, un quimioterápico contra el cáncer, el Pirogenal, para el tratamiento de las enfermedades venéreas o la Mycerina, utilizada en gastroenteritis infantiles y en enfermedades causadas por bacterias resistentes a otros fármacos.
Obtuvo diversas condecoraciones soviéticas como el Premio Méchnikov de la Academia de Ciencias, el Gamaléya y la Orden de la Bandera Roja. En sus treinta tres años de exilio salió en contadas ocasiones de la Unión Soviética.

### Regreso
En 1970 Planelles y su esposa viajaron a España en dos ocasiones, impartiendo conferencias en Madrid, Valencia y Zaragoza. En abril pronuncia una conferencia en la Cátedra de Farmacología de la Universidad de Madrid, y en noviembre participa en el II Symposium Internacional sobre antibióticos, organizado en Valencia, con la charla Diversos aspectos mal conocidos de la nocividad de los antibióticos.
Planelles se jubiló en el Instituto Gamaléya en 1971.
Juan Planelles moría el 25 de agosto de 1972 en Ochamchira (Abjasia). Sus restos descansan en el cementerio moscovita de Vvedénskoye. A la ceremonia asistió su fiel amiga, Dolores Ibárruri. Su repentina muerte despertó muchos rumores acerca de las causas de la misma. En el año 2000, con motivo del centenario de su nacimiento el Instituto Gamaléya le rindió un homenaje. Por otra parte, el Ayuntamiento de Jerez de la Frontera aprobó en 2009, a propuesta de la asociación cultural Cine-Club Popular, un vial público con su nombre.